# André Vítor Correia
André Vitor Correia (Rio Bonito, 18 de junho de 1888 — Rio de Janeiro, 4 de março de 1948), também conhecido como André do Saxofone,  foi um compositor, saxofonista e clarinetista brasileiro.
Sua composição mais famosa, o choro "André de Sapato Novo", já foi gravada por mais de 70 intérpretes, do Brasil e do exterior, inclusive com arranjos para orquestra. A canção se refere a um acontecimento na vida do próprio compositor, que, ao usar um sapato novo para um baile, sentiu um grande incômodo com os pés apertados.

## Obras
- André de sapato novo
- Só se não for